# Perasia dimera
Perasia dimera là một loài bướm đêm trong họ Noctuidae.